# 西灘駅
西灘駅（にしなだえき）は、兵庫県神戸市灘区都通五丁目にある、阪神電気鉄道本線の駅。駅番号はHS 29。

## 歴史
2017年現在は阪神本線のみの駅であるが、1927年から1974年までガード下の国道2号（阪神国道）を路面電車の阪神国道電軌→阪神国道線が走っていた。国道電軌の開業と同時に当駅は開設され、本線と国道電軌→国道線の乗換駅として機能した。ただし線路はつながっていなかった。
1991年から1998年まで、山陽電気鉄道から乗り入れる全列車 (山陽各駅停車も含む) が当駅を通過していたことがあった。その理由として、山陽の車両と阪神の普通用車両（ジェットカー）とでは起動加速度に大きな差があるため時間調整が必要であったことと、阪神・淡路大震災前はホーム有効長が4両編成分しかなく、山陽に一部存在した6両編成に対応できなかったことなどが挙げられる。ただしホーム有効長が6両編成分になってからも1998年まで通過は継続された。なお山陽では普通電車については車内アナウンス等で「各駅停車」の呼称ではなく「普通車」の呼称を使用しているが、これは当駅通過以前からであり、この通過とは関係ない。
また、1936年4月から1984年5月までは阪急電鉄神戸本線にも同名の西灘駅が存在していた。同年6月以降に阪急の駅は王子公園駅へ改称されている。

### 年表
- 1927年（昭和2年）7月1日：阪神国道電軌（後の阪神国道線）開業と同時に、本線の大石駅 - 岩屋駅間に駅開設[2]。
- 1969年（昭和39年）12月14日：国道線の当駅 - 東神戸間0.6kmを廃止。
- 1974年（昭和49年）3月17日：国道線の上甲子園 - 当駅間を廃止。本線のみの駅となる。
- 1991年（平成3年）4月7日：山陽電気鉄道の列車は普通を含めて全列車通過となる。
- 1995年（平成7年）
  - 1月17日：阪神・淡路大震災が発生し阪神本線運休。当駅も一時営業中止。
  - 3月1日：当駅 - 岩屋駅間運転再開により営業再開（元の場所の岩屋方面に（岩屋公園北側）仮ホームを設置）[2]。
  - 6月22日：現駅舎が全面復旧[2]（高架下りホームの使用を開始）。
  - 6月26日：御影駅 - 当駅間運転再開[2]。これをもって阪神本線は全線復旧となる[2]。
- 1998年（平成10年）2月15日：山陽電気鉄道の列車が停車再開。
- 2001年（平成13年）3月10日：山陽電気鉄道の直通特急以外の列車の阪神本線への乗り入れが三宮駅（現・神戸三宮駅）以西のみに短縮され、当駅への停車がなくなる。
- 2006年（平成18年）10月28日：準急の当駅への乗り入れがなくなり、全ての優等列車の通過駅となる。
- 2014年（平成26年）4月1日：駅番号導入[3][4]。

## 駅構造
相対式ホーム2面2線を有する地上駅（一部高架駅）。駅舎（改札口）は梅田寄りの1か所のみのため1階にあり、ホームは2階にある。西灘駅のすぐ西側を流れる西郷川は天井川のため、線路の側道は大阪寄りにある駅改札口付近から神戸方面に向かって上り坂となっており、西灘駅の神戸寄りホーム端部ではほぼ地平レベルとなっている。
分岐器や絶対信号機を持たないため、停留所に分類される。

### のりば
| 番線 | 路線  | 方向 | 行先                               |
| ---- | ----- | ---- | ---------------------------------- |
| 1    | ■本線 | 上り | 尼崎・大阪（梅田）・難波・奈良方面 |
| 2    | ■本線 | 下り | 神戸（三宮）・明石・姫路方面       |

実際には構内に上記ののりば番号表記はないが、公式サイトの構内図では上りホームが1番線、下りホームが2番線とされている。ホーム有効長は19m級の阪神車両6両編成分であるが、現行ダイヤでは6両編成の営業列車の停車はない。また21m級の近畿日本鉄道車両6両編成は停車できない。

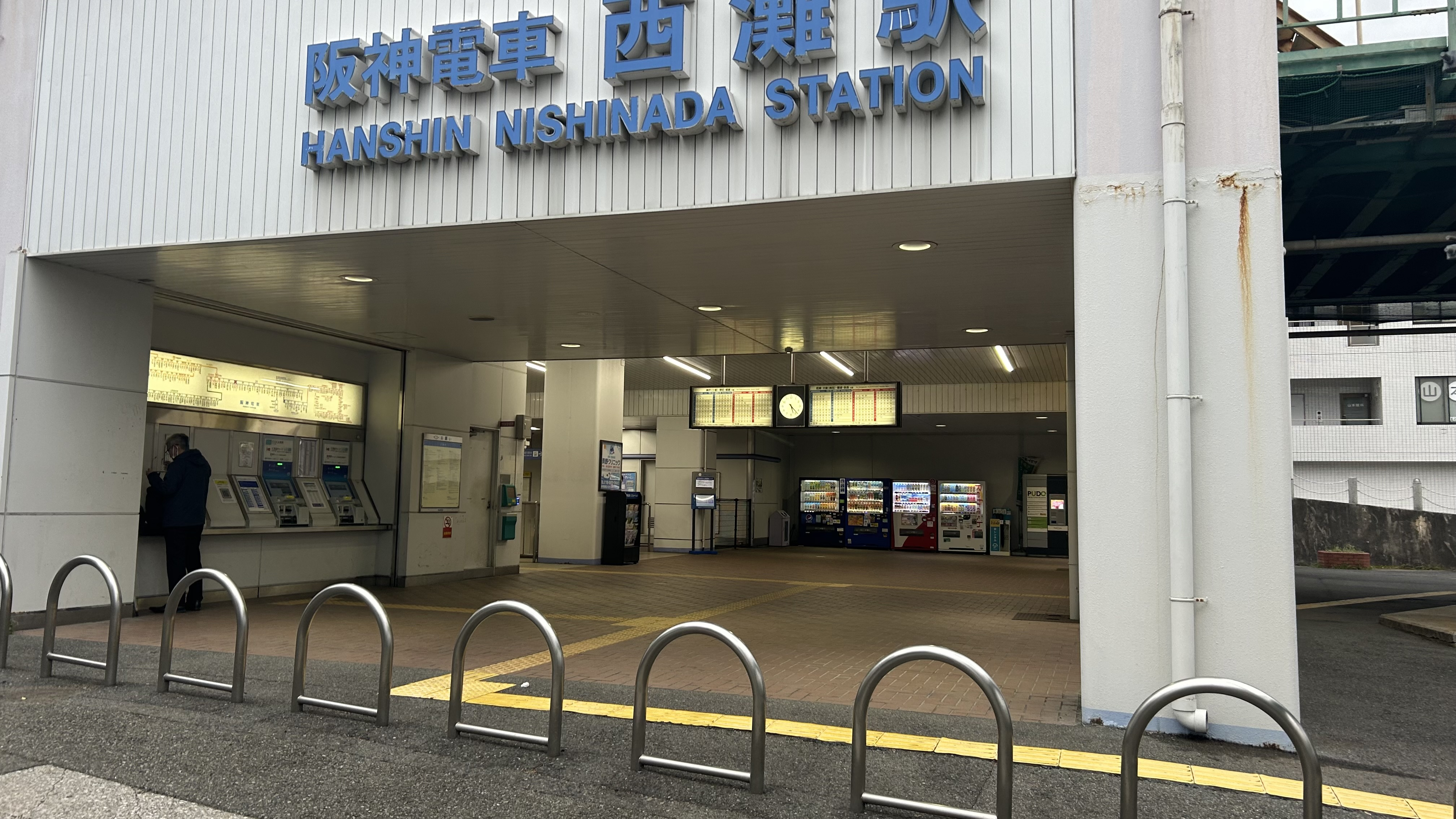
南口
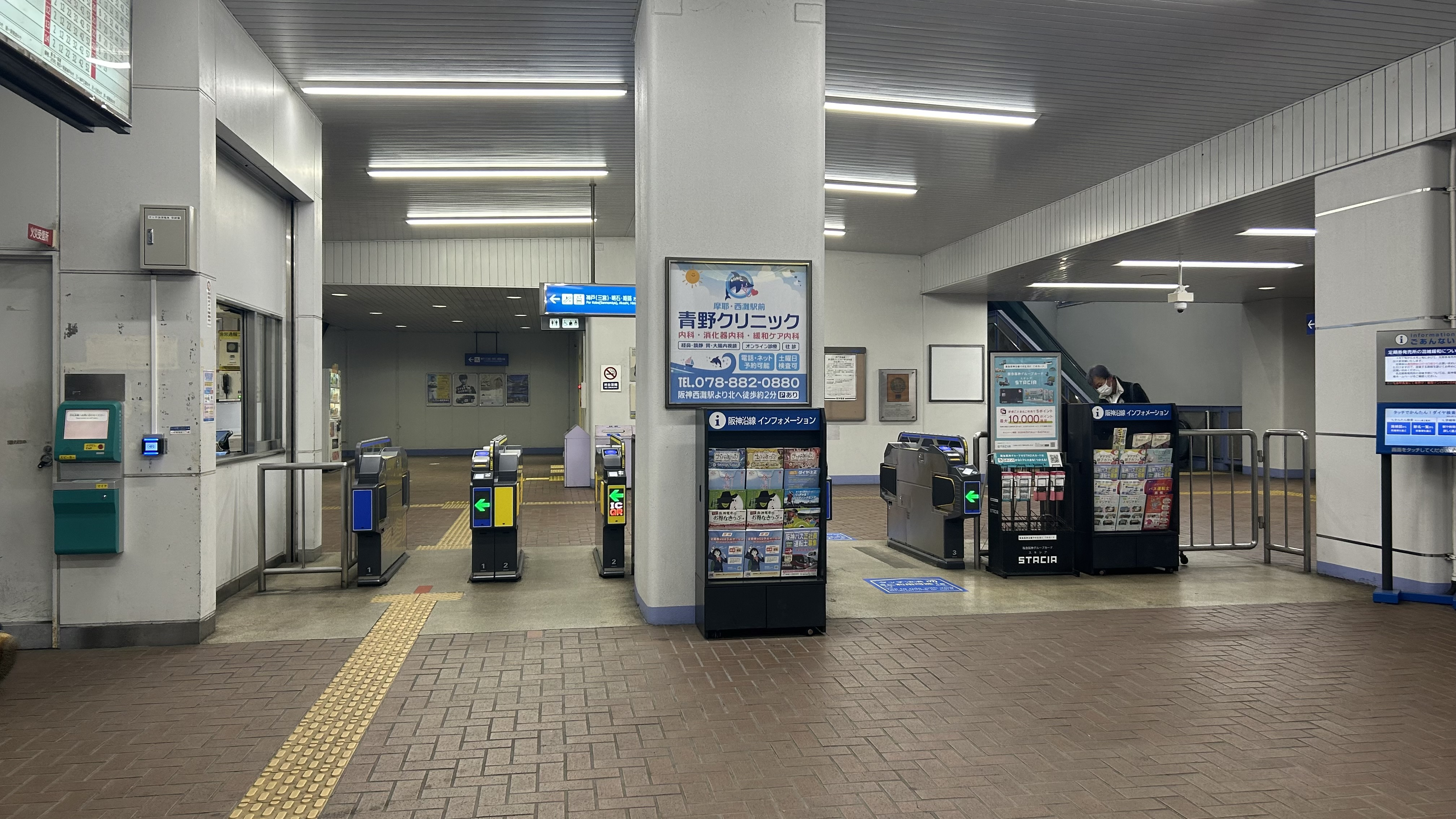
改札口
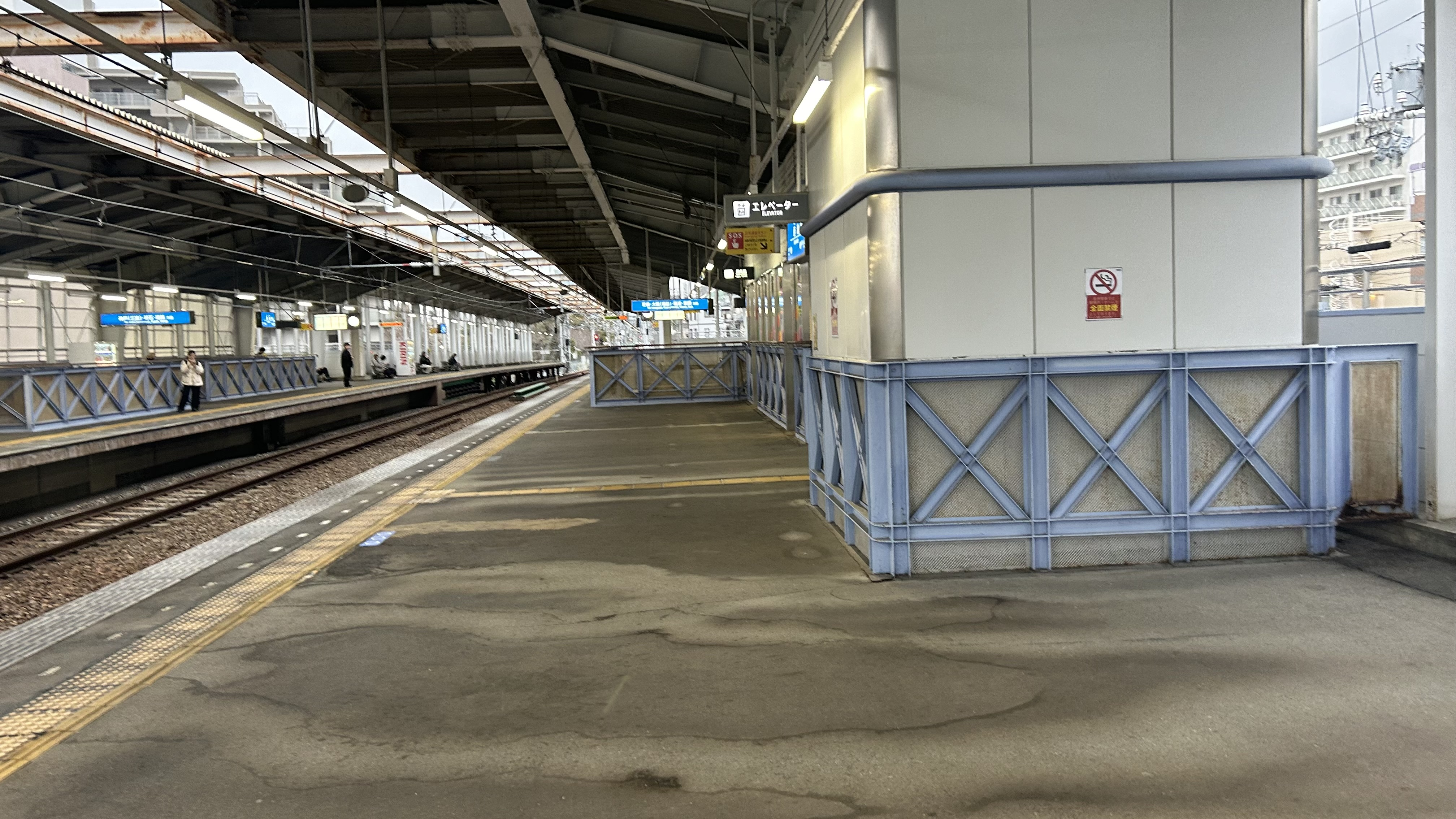
大阪方面ホーム
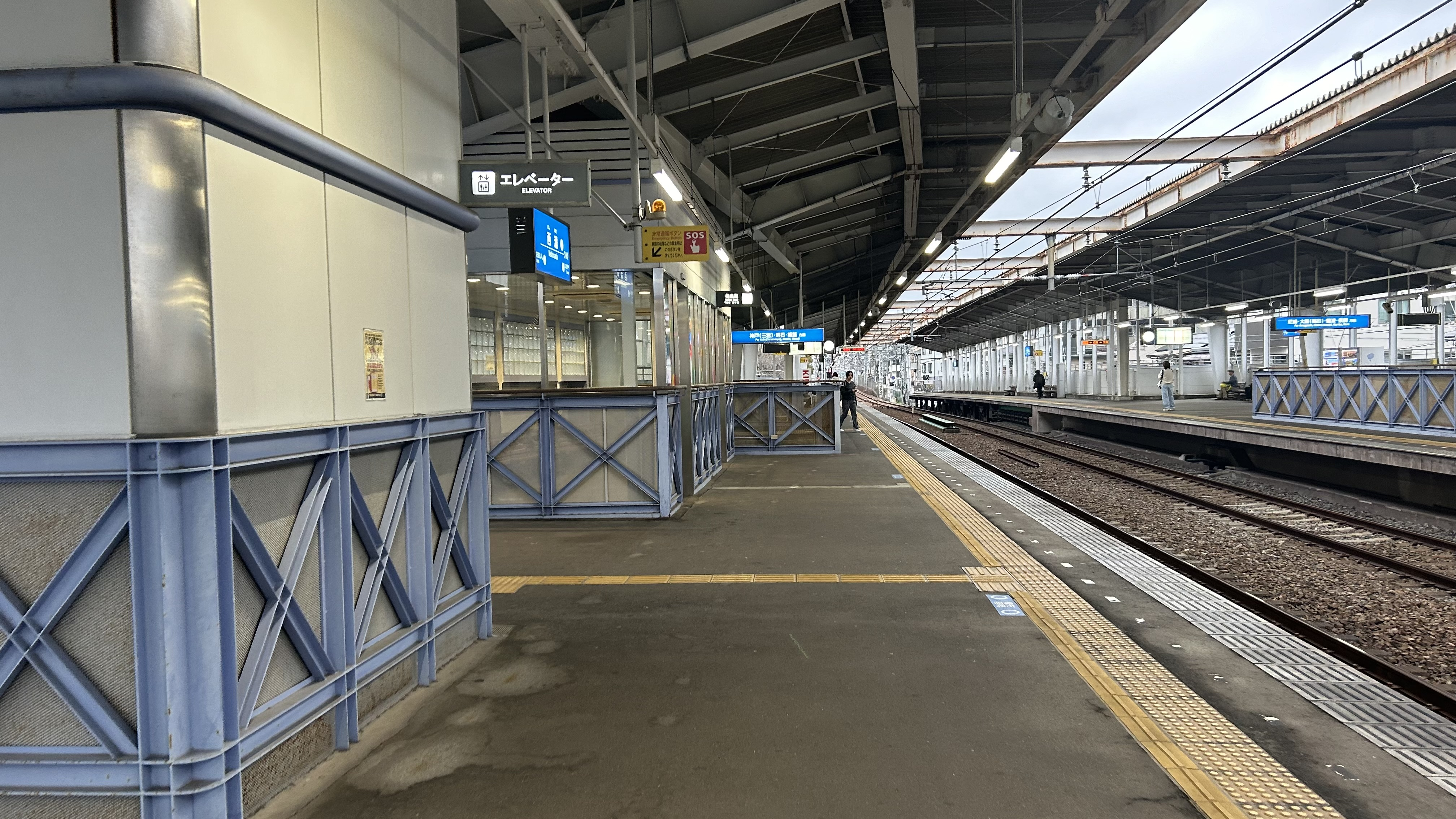
神戸方面ホーム
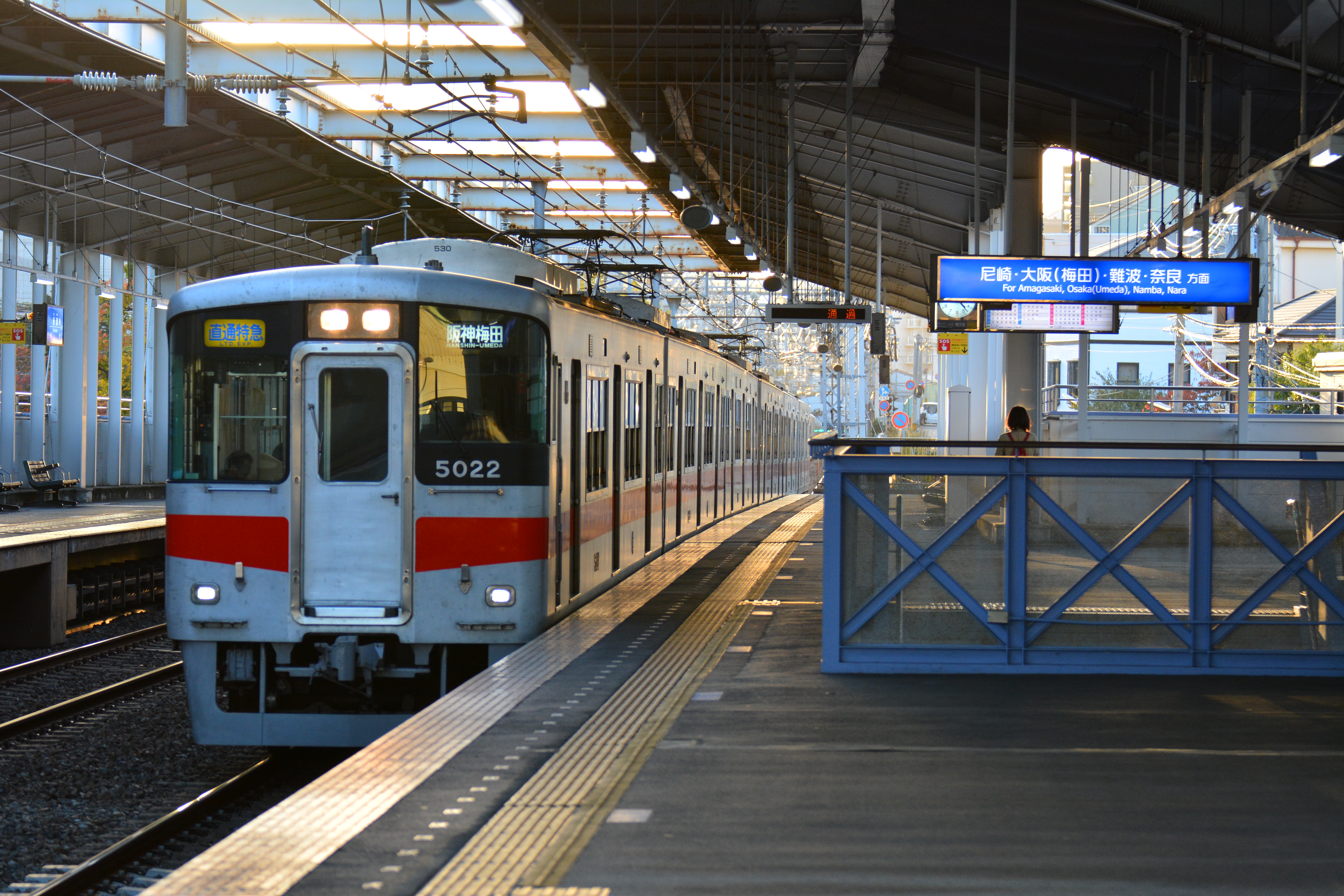
西灘駅を通過する山陽直通特急
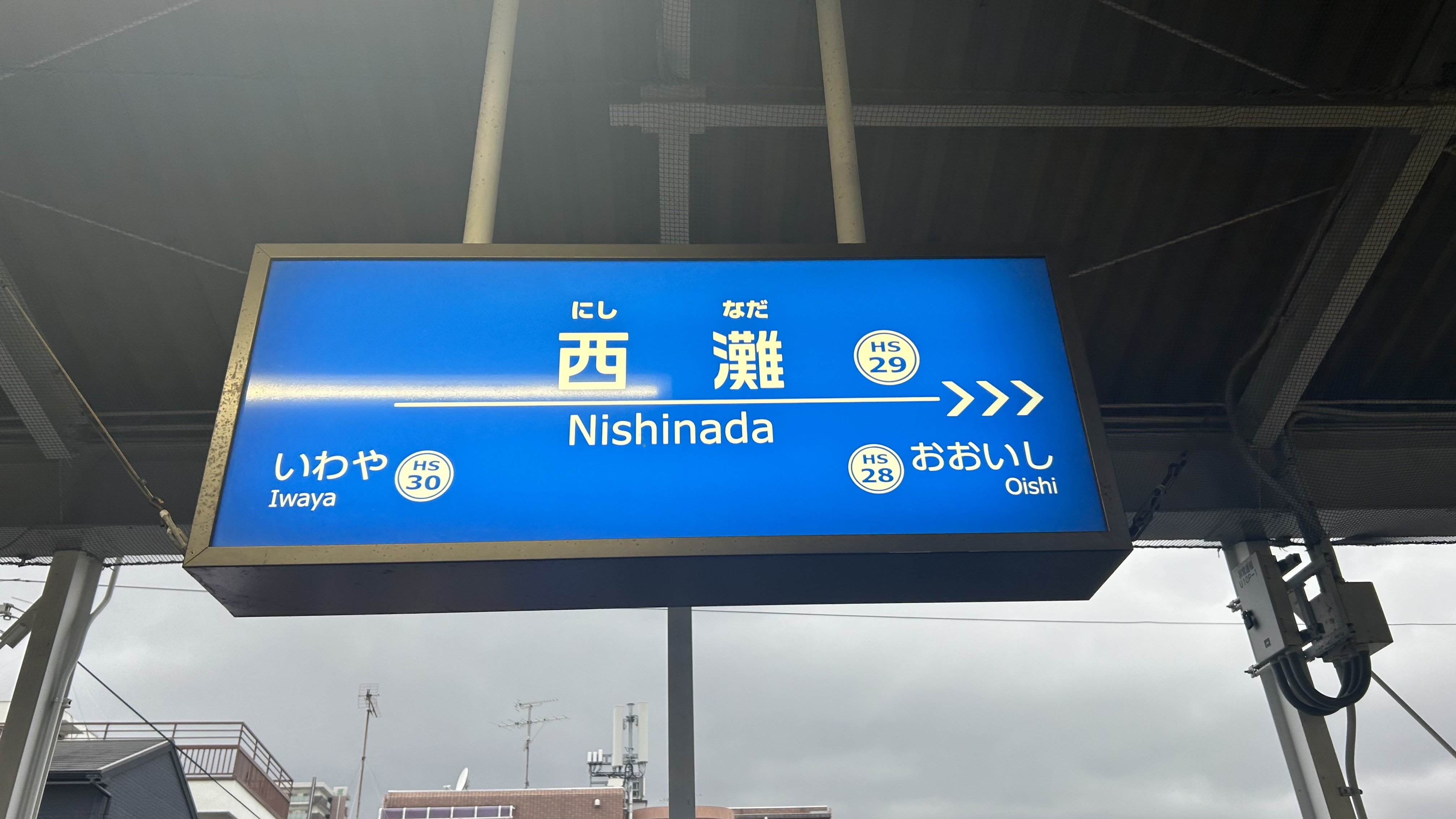
駅名標

| ← 梅田方面 | 西灘駅配線略図 | → 三宮・元町方面 |
| 凡例 出典: |                |                  |

## 利用状況
2023年11月の1日平均乗降人員は5,230人であり、阪神電気鉄道では淀川駅に次いで第41位。阪神本線の駅では住吉駅、久寿川駅に次いで乗降人員が少ない。
また、2022年度の1日平均乗車人員は2,458人である。

## 駅周辺
- 西求女塚古墳（求女塚西公園、国指定史跡）[2]
- 岩屋交差点 - 国道2号・国道43号が合流する。
- 岩屋公園
- 西郷川河口公園
- 西日本旅客鉄道（JR西日本）摩耶駅（旧・東灘信号場）
- 神戸灘南郵便局
- 神戸市立西灘小学校
- 摩耶埠頭
- 神戸税関摩耶埠頭出張所
- ケンコーマヨネーズ神戸工場・神戸支店 - 登記上の本店。

### バス路線
阪神バス
- 阪神西灘駅前
  - 西宮神戸線
    - （西行） 神戸税関前行
    - （東行）阪神西宮行

## 隣の駅
阪神電気鉄道
本線
■直通特急・■特急・■快速急行
通過
■普通
大石駅 (HS 28) - 西灘駅 (HS 29) - 岩屋駅 (HS 30)

### かつて存在した路線
阪神電気鉄道
国道線
大石川駅 - 西灘駅 - 東神戸駅